# Фелікс Ясенський

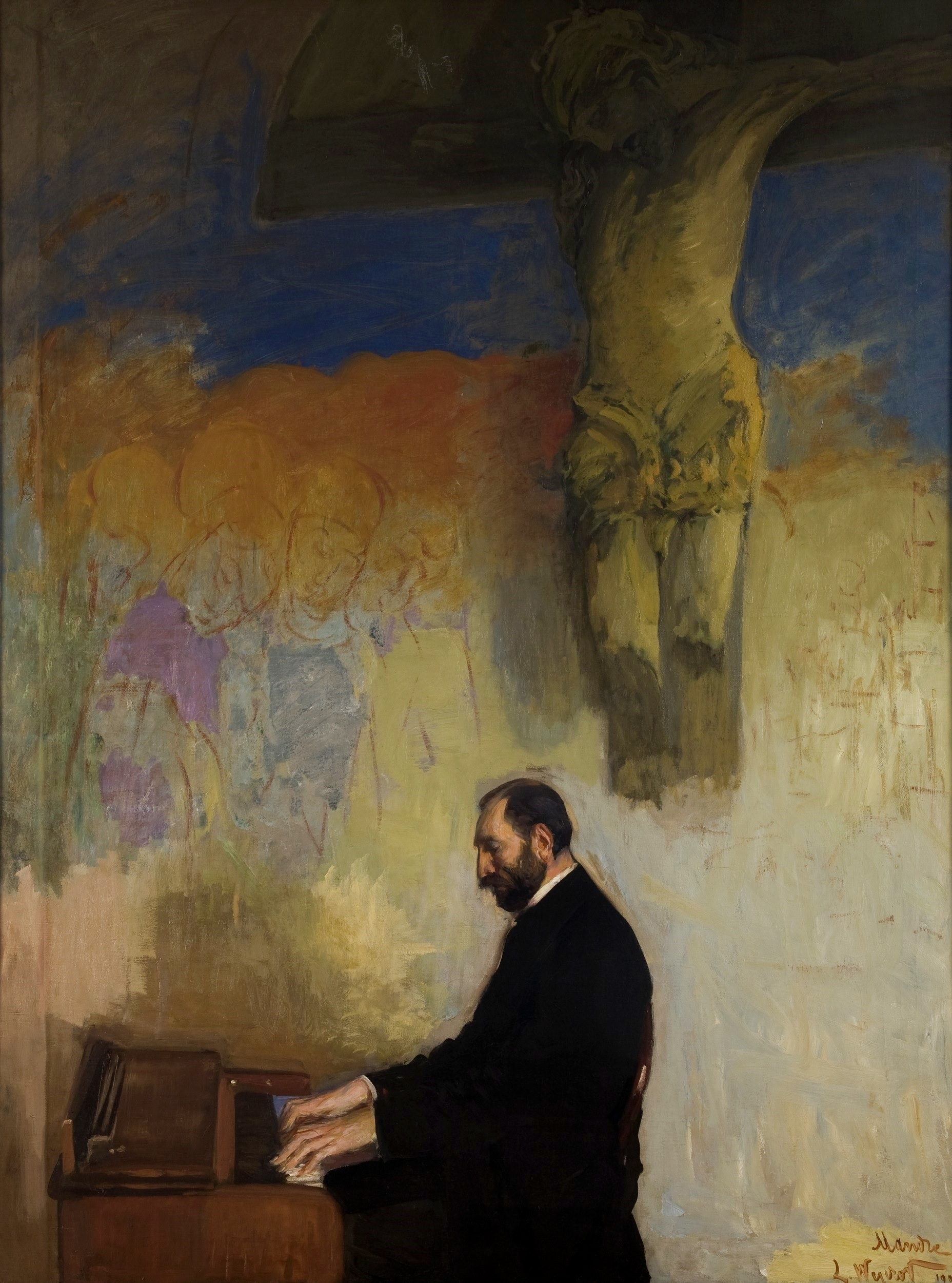
Леон Вичулковський, Фелікс Ясенський за органом (1902)

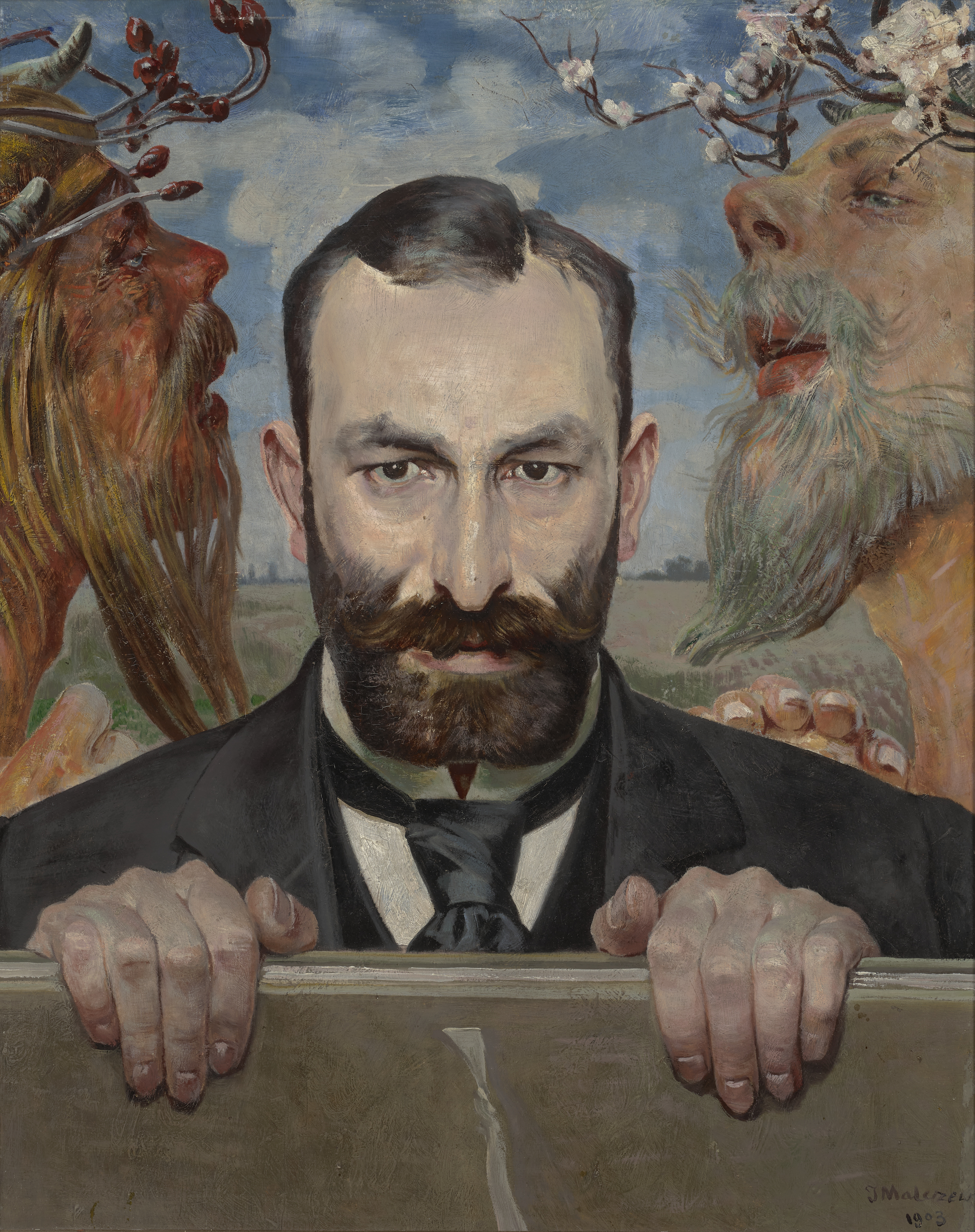
Яцек Мальчевський, Портрет Фелікса Ясенського (1903)

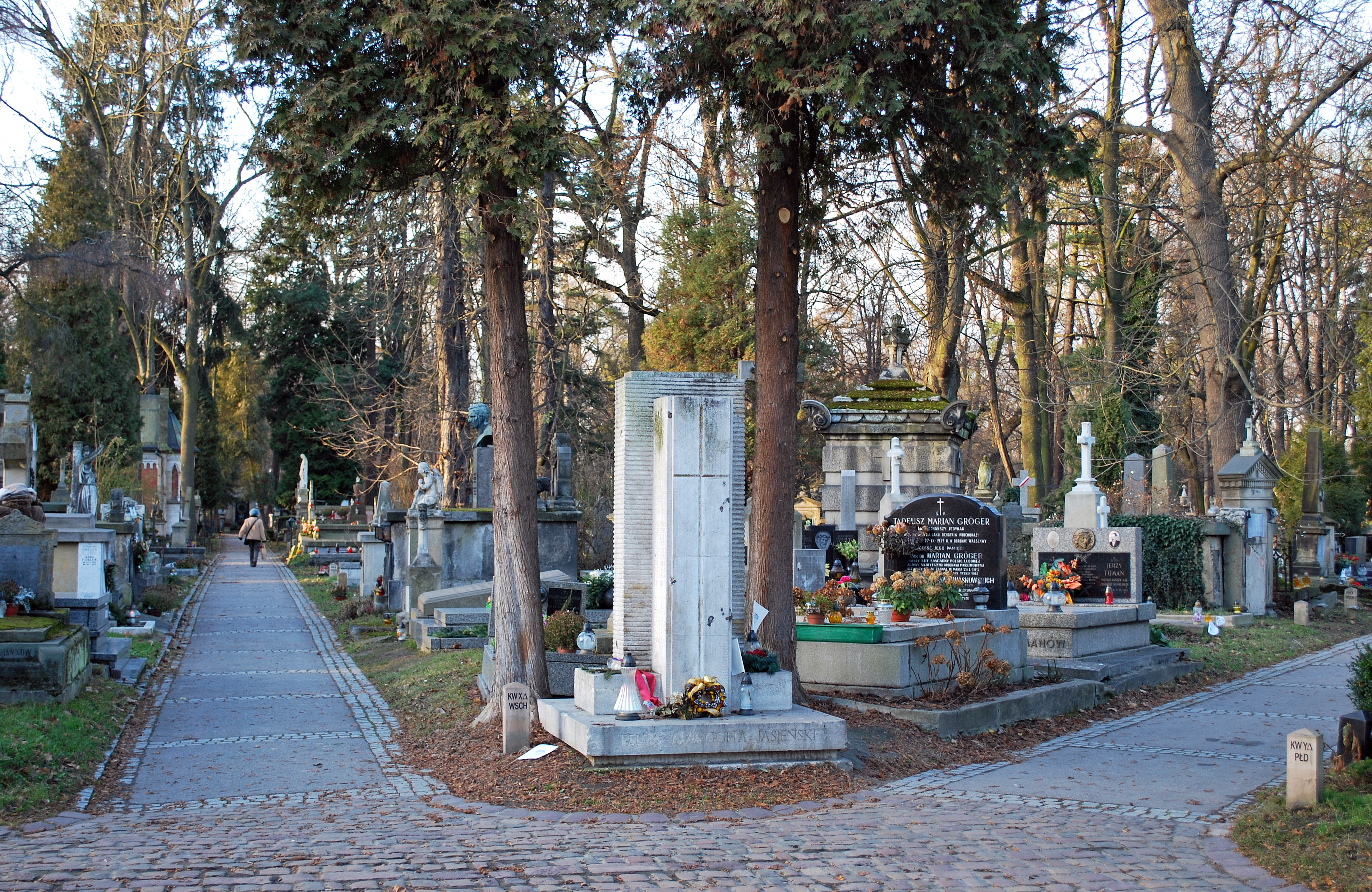
Могила Ясенського на Раковицькому цвинтарі (2014)

Фелікс Ясенський,  псевдоніми «Мангха», «Фелікс», «Глобтротер», «Щесний Доленга» (нар. 8 липня 1861, Гжегожевіце, пом. 6 квітня 1929, Краків ) — польський мистецтвознавець і колекціонер.

## Біографія
Нащадок роду Ясенських - учасників Чотирирічного сейму, одного з найзаможніших і найвпливовіших поміщицьких родів на Сандомирщині в 19 столітті . Його навчання було бурхливим. У 5-й чоловічій гімназії двічі ходив в четвертий клас. Закінчив школу без випускних іспитів  . Навчався в Дерпті, але не закінчив навчання через хворобу очей. Він багато подорожував Європою, Єгиптом і Малою Азією . У різний час жив у Варшаві, Кракові та Львові . Переїхав у богемне середовище Кракова. Брав участь у вечорах «Зелена куля» . Був співзасновником Товариства друзів Національного музею.
Статті та нариси Ясенського публікувалися в « Химері », « Miesięczniku Literacki i Artystyczny », « Lamus » (був там літературним керівником), «Krytyka», «Prawda», «Świecie», « Wędrowiec ». Він також є автором збірки есе під назвою "Manggha", опублікованої в 1901 році.  Разом з Адамом Цибульським-Ладою він видав у 1904 році альбом "Sztuka polska.Malarstwo".
Найчастіше вживаний ним псевдонім "Мангха" походить від назви колекції гравюр на дереві японського художника Кацусікі Хокусая .
Численні поїздки за кордон дозволили йому познайомитися з новітніми течіями мистецтва і зібрати багату колекцію японського мистецтва. З 1888 р. він залишився у Варшаві, але в 1901 р. переїхав до Кракова, де відіграв важливу роль як меценат і пропагандист модернізму. Його колекції, в т.ч Європейська графіка та кераміка, колекція тканин з Європи та Далекого Сходу, численні предмети антикваріату та вищезгадана японська колекція надихнули багатьох молодопольських художників: Юліана Фалата, Леона Вичулковського, Юзефа Мегоффера, Фердинанда Рущица, Войцеха Вайсса, Юзефа Панькевича, Станіслава Віткевича та інші.
Фелікс Ясенський був однією з найяскравіших постатей мистецького життя Кракова, тому став предметом багатьох анекдотів. Говорили, що він повинен був повісити на дверях своєї квартири, яка завжди була повна гостей, велику відкриту руку, намальовану на картоні, яку всі відвідувачі повинні були потиснути замість руки господаря. Таким чином Мангха отримав трохи спокою. Характерна постать Ясенського привернула увагу багатьох художників. Він його зобразив Леон Вичолковський . На картині цього художника на передньому плані був зображений Ясенський, який грає на фісгармонії, а на другому — середньовічна скульптура «Христос на хресті» з його колекції. Коли цей портрет показали Станіславу Виспянському, він нібито сказав: « Так, дуже гарна картина». Я б тільки волів, щоб Христос грав, а Ясенський – щоб висів  .
Спочатку Ясенський планував подарувати свою колекцію Національному музею у Варшаві, але через образливі статті, опубліковані в місцевій пресі після виставки його японської колекції в палаці Товариства заохочення образотворчих мистецтв, він нарешті вирішив у 1920 р. подарувати свою колекцію місту Кракові для Національного музею в Кракові . Він пожертвував близько 15 тис. експонатів, у тому числі близько 6,5 тис. на японську тематику, за умови, що вони будуть доступні для громадськості та складатимуть нерозривне ціле. Виконуючи обов’язки довічного керівника подарованих колекцій, він постійно поповнював колекцію.
2 травня 1924 року нагороджений Офіцерським хрестом Ордена Відродження Польщі  .
Похований на Раковицькому цвинтарі в Кракові .
Після смерті Ясенського колекція була розміщена в кам'яниці Шолайських на пл. Щепанській. Через складні умови утримання вони надавалися відвідувачам лише фрагментарно під час періодичних виставок. Під час Другої світової війни багато експонатів було втрачено, в т.ч близько 500 гравюр на дереві. Після війни колекції повернулися до складів будівлі фундації Шолайських.
Наприкінці 80-х. років ХХ століттяАнджей Вайда пожертвував свою премію від міста Кіото на будівництво Центру японського мистецтва та технологій «Мангха» у Кракові. Там же була розміщена колекція Ясенського.
У мікрорайоні Бежанув-Прокоцім одна з вулиць названа на честь Фелікса Ясенського.

## Дивись також
- Музей японського мистецтва і техніки «Мангха»
- Японізм у західному мистецтві

## Виноски
1. 1 2 3  Deutsche Nationalbibliothek Record #119272288 // Gemeinsame Normdatei — 2012—2016.
2. 1 2  Internetowy Polski Słownik Biograficzny
3. ↑  Bibliothèque nationale de France BNF: платформа відкритих даних — 2011.
4. 1 2 3 4 5 6 7  Чеська національна авторитетна база даних
5. ↑  Bibliothèque nationale de France BNF: платформа відкритих даних — 2011.
6. ↑  Feliks "Manggha" Jasieński | Życie i twórczość | Artysta (пол.)
7. ↑  Marek Żukow-Karczewski, Krakowskie plotki z myszką, „Gazeta Krakowska”, 8-9 X 1994 r., nr 233 (14145).
8. ↑  Order Odrodzenia Polski. Trzechlecie pierwszej kapituły 1921–1924. Warszawa: Prezydium Rady Ministrów. 1926. с. 25.
9. ↑  Grodziska-Ożóg, Karolina (1987). Cmentarz Rakowicki w Krakowie (1803-1939) (вид. II). Kraków: Wydawnictwo Literackie. с. 113. ISBN 83-08-01428-3.

## Зовнішні посилання
- Біографія Фелікса Ясенського
- Родинне дерево Фелікса Ясенського
- Твори Фелікса Ясенського в бібліотеці Полони